# Aphos porosus
Aphos porosus és una espècie de peix teleosti de l'ordre dels batracoidiformes, l'única del gènere Aphos, un peix marí comú en la costa de Sud-amèrica de l'oceà Pacífic i més recentment també en la seva costa atlàntica.